# Уэллс-Барнетт, Ида Белл
Ида Белл Уэллс-Барнетт (англ. Ida Bell Wells-Barnett; 16 июля 1862 — 25 марта 1931), более известная как Ида Б. Уэллс (англ. Ida B. Wells) — афроамериканская журналистка, редактор газеты, суфражистка, социолог, джорджист и ранний лидер движения за права человека.

## Биография
Родилась в рабстве за несколько месяцев до знаменитой прокламации об эмансипации президента Линкольна. С 1884 года вела громкое дело против железнодорожной компании, проводник которой вышвырнул Иду из вагона первого класса. Она документировала линчевание в США, показывая, что оно часто используется для контроля и наказания чёрных, которые конкурируют с белыми, а не базируется на криминальных действиях, совершённых чёрными, как обычно утверждает белая толпа. Написала две книги о линчевании — Southern Horrors и The Red Record, привлекая общественность к борьбе с этим явлением. Была одной из учредителей Национальной ассоциации содействия прогрессу цветного населения.исток, основав несколько значимых женских организаций. Отстаивала совместную борьбу белых и чёрных американок за свои права, хотя некоторые белые суфражистки вроде Фрэнсис Уиллард вступали с ней в конфликт. Уэллс была опытным и убедительным оратором и путешествовала по миру с лекциями.
16 июля 2015 дудл Гугла отмечает день рождения Иды Б. Уэллс.

## Избранные публикации
- Wells, Ida B. The Red Record: Tabulated Statistics and Alleged Causes of Lynching in the United States (англ.). — 1895.
- Wells, Ida B. Southern Horrors: Lynch Law in All Its Phases (англ.). — 1892.